# Saane

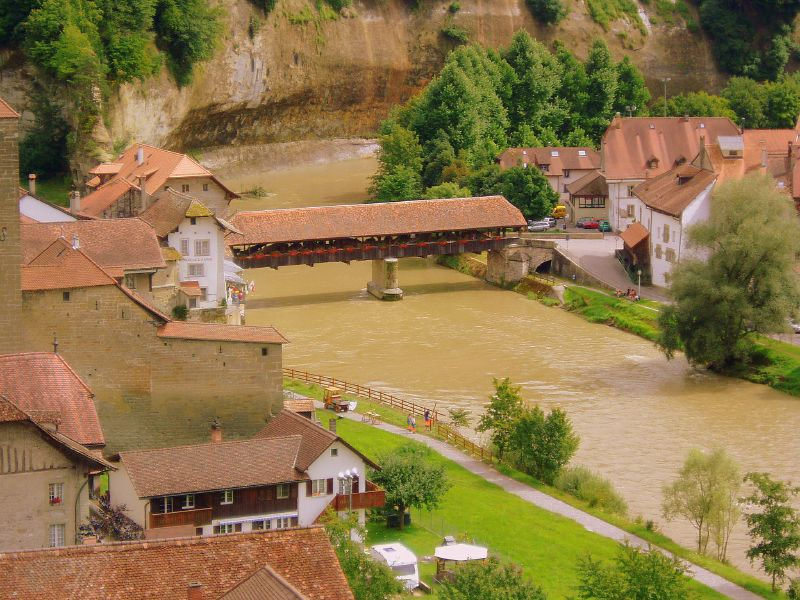
A folyó Fribourgnál

A Saane (németül) vagy Sarine (franciául) Svájc egyik legnagyobb folyója. Hossza 128 kilométer, vízgyűjtő területe 1,892 km².
Az Aare mellékfolyója. A Sanetschhorn lábánál ered, a Berni fennsík nyugati részében. 
A Saane a következő svájci kantonokon és városokon folyik keresztül:
- Bern kanton: Gstaad/Saanen
- Vaud kanton: Château-d’Œx
- Fribourg kanton: Gruyères, Fribourg
- Bern kanton: Laupen

A folyón két gát van, Rossens-nál és Schiffenennál, amelyek két víztárolót határolnak: a Lac de la Gruyère-t (13.5 km) és Schiffenen-tót (12 km). 
A Saane mintegy 15 kilométerre Berntől nyugatra ömlik az Aare-ba.

## Külső hivatkozások
Vízhozamok és vízszintek (angolul):
- Sarine Broc-nál (682 méter magasságban)
- Sarine Fribourgnál (532 m)
- Saane Laupen-nél (480 m)
- Saane Gümmenen, Mühleberg (473 m)